# Brad Kiltz
William Bradley „Brad“ Kiltz (* 2. September 1957) ist ein Bobfahrer aus Amerikanisch-Samoa.
1994 in Lillehammer nahm er gemeinsam mit seinem Partner Faauuga Muagututia als erster Sportler seines Landes an Olympischen Winterspielen teil. Die beiden erreichten im Zweierbob den 39. Platz.